# K.Bay.Sts.B. Blatt 417

Ansichten zum Bierwagen nach Blatt 417 (253)

Bei dem Bayerischen Bierwagen handelt es sich um einen zweiachsigen Kühlwagen nach dem Musterblatt 417 für die Bayerischen Staatseisenbahnen gem. Wagenstandsverzeichnis von 1913. Die Wagen kamen sowohl als vermietete Bahneigene- als auch als Privatwagen zum Einsatz.

## Konstruktive Merkmale

### Untergestell
Der Rahmen: der Wagen war schon komplett aus Profileisen aufgebaut und genietet. Die äußeren Längsträger hatten U-Form mit nach außen gerichteten Flanschen. Die Querträger waren ebenfalls aus U-Profilen und nicht gekröpft. Als Zugeinrichtung hatten die Wagen Schraubenkupplungen mit Sicherheitsbügel. Die Zugstange war durchgehend und mittig gefedert. Als Stoßeinrichtung besaßen die Wagen zweifach geschlitzte Korbpuffer mit einer Einbaulänge von 612 mm. Die Pufferteller hatten einen Durchmesser von 370 mm.
Das Untergestell war auf einer Seite zur Bremserplattform ausgebildet.

### Laufwerk
Die Wagen hatten aus Flacheisern geschmiedete Fachwerk-Achshalter. Gelagert waren die Achsen in Gleitachslagern. Die Räder hatten Speichenradkörper und einen Raddurchmesser von 1014 mm. Es kamen zwei unterschiedliche Radformen zum Einsatz: Räder der Form 24 mit acht 1135 mm langen Tragfedern mit den Abmessungen 96 × 13 mm und Räder der Form 39 mit zehn Tragfedern von 1000 mm Länge und den Maßen 90 × 13 mm. Die kurzen Tragfedern waren für wagen mit dem Ladegewicht von 15,0 t vorgesehen.
Die Räder wurden beidseitig gebremst, das Bremsgestänge hatte mittige Umlenkhebel in der bayerischen Bauform.

### Wagenkasten
Im Detail war die Ausführung der Wagen recht unterschiedlich. Bei allen bestand der Rahmen des Wagenkastens aus einem eisernen Gerippe aus U- und L-Profilen. Es war sichtbar außen angebracht. Die doppelschalige Wagenwand mit einer Gesamtdicke von 95 mm war außen mit waagerechten Nut-/Federbretter verkleidet. Die Zwischenräume waren mit Dämmmaterialien gefüllt. Dazu wurden sowohl Stroh-Häcksel als auch Kork oder ähnliche Materialien verwendet.
Die beidseitigen Ladeöffnungen hatten die lichte Weite von 1.000 mm bei einflügeligen und bis zu 1.650 mm bei zweiflügeligen Türen. Die lichte Höhe betrug 1.930 mm.
Der Wagenkasten war auf einer Seite verkürzt. Dort befand sich die Bremserplattform. Das Dach war bis zum Ende der 525 mm breiten Plattform durchgehend, so dass diese überdacht war. Das Dach wurde durch zwei seitliche Stützen abgefangen.

### Heizung / Kühlung
Ein Teil der Wagen besaßen Gasheizungen nach dem System Wobbe.
Zur Kühlung besaßen die Wagen zwei jeweils an den Wagenenden quer unter der Decke angebrachte Eisbehälter mit einem Fassungsvermögen von jeweils 1,3 bis 2,0 m³. Die Eisbehälter wurden durch Öffnungen auf dem Dach befüllt.

## Wagennummern

### Staatsbahnwagen, an Brauereien vermietet
Im Rahmen der Anmietung von Bierwagen (Kühlwagen) durch Brauereien mussten sich diese zur Abnahme von Transportvolumina verpflichten.
| 1871                          |                               | 2                             | G. Pschorr Brauerei             | 8 752 8 753             | 80 013 80 014           | 600 012 | | | 8.749 | 3.417 | 2 | | 3.650 | Pl | 7.000 | 2.335 | 13,9 | 24,0 | 10,0 | 9,45 | eisernes Untergestell; eisernes Kastengerippe; | | |
| 1885                          |                               | 1                             | Erste Kulmbacher Actienbrauerei | 21 842                  | 80 358                  | 600 350 | | | 8.749 | 3.417 | 2 | | 3.650 | Pl | 7.000 | 2.335 | 13,9 | 24,0 | 10,0 | 9,45 | eisernes Untergestell; eisernes Kastengerippe; | | |
| Blatt-Nr. 417II (ehemals 253) | Blatt-Nr. 417II (ehemals 253) | Blatt-Nr. 417II (ehemals 253) |                                 | G.                      | [P]                     | [P] | [P] | | | | | (siehe Legende) | | (siehe Legende) | | | | | | | | | |
| 1885/ 1886                    |                               | 1                             | Mailänder, Fürth                | 21 848                  | 80 364                  | 600 355 | | | 8.749 | 3.417 | 2 | | 4.000 | Pl | 7.000 | 2.335 | 13,9 | 24,0 | 10,0 | 9,4– 10,8 | eisernes Untergestell; eisernes Kastengerippe; 2 Eisbehälter; Bremserplattform | | |
| 1885/ 1886                    |                               | 3                             | Hackerbräu, München             | 22 282–22 284           | 80 368–80 370           | 600 359–600 361 | | | 8.749 | 3.417 | 2 | | 4.000 | Pl | 7.000 | 2.335 | 13,9 | 24,0 | 10,0 | 9,4– 10,8 | eisernes Untergestell; eisernes Kastengerippe; 2 Eisbehälter; Bremserplattform | | |
| 1885/ 1886                    |                               | 1                             | Salvator Brauerei               | 22 287                  | 80 373                  | 600 364 | | | 8.749 | 3.417 | 2 | | 4.000 | Pl | 7.000 | 2.335 | 13,9 | 24,0 | 10,0 | 9,4– 10,8 | eisernes Untergestell; eisernes Kastengerippe; 2 Eisbehälter; Bremserplattform | | |
| 1885/ 1886                    |                               | 2                             | Bürgerliches Brauhaus           | 22 288–22 289           | 80 374–80 375           | 600 364–600 367 | | | 8.749 | 3.417 | 2 | | 4.000 | Pl | 7.000 | 2.335 | 13,9 | 24,0 | 10,0 | 9,4– 10,8 | eisernes Untergestell; eisernes Kastengerippe; 2 Eisbehälter; Bremserplattform | | |
| 1885/ 1886                    |                               | 1                             | Thomasbräu                      | 22 290                  | 80 376                  | 600 367 | | | 8.749 | 3.417 | 2 | | 4.000 | Pl | 7.000 | 2.335 | 13,9 | 24,0 | 10,0 | 9,4– 10,8 | eisernes Untergestell; eisernes Kastengerippe; 2 Eisbehälter; Bremserplattform | | |
| 1885/ 1886                    |                               | 2                             | Löwenbräu München               | 22 349–22 350           | 80 379–80 380           | 600 370–600 371 | | | 8.749 | 3.417 | 2 | | 4.000 | Pl | 7.000 | 2.335 | 13,9 | 24,0 | 10,0 | 9,4– 10,8 | eisernes Untergestell; eisernes Kastengerippe; 2 Eisbehälter; Bremserplattform | | |
| 1885/ 1886                    |                               | 2                             | G. Pschorr Brauerei             | 22 351–22 352           | 80 381–80 382           | 600 372–600 373 | | | 8.749 | 3.417 | 2 | | 4.000 | Pl | 7.000 | 2.335 | 13,9 | 24,0 | 10,0 | 9,4– 10,8 | eisernes Untergestell; eisernes Kastengerippe; 2 Eisbehälter; Bremserplattform | | |
| 1885/ 1886                    |                               | 1                             | Gebr. Schmederer                | 22 353                  | 80 383                  | 600 374 | | | 8.749 | 3.417 | 2 | | 4.000 | Pl | 7.000 | 2.335 | 13,9 | 24,0 | 10,0 | 9,4– 10,8 | eisernes Untergestell; eisernes Kastengerippe; 2 Eisbehälter; Bremserplattform | | |
| 1885/ 1886                    |                               | 1                             | Erste Kulmbacher                | 22 354                  | 80 384                  | 600 375 | | | 8.749 | 3.417 | 2 | | 4.000 | Pl | 7.000 | 2.335 | 13,9 | 24,0 | 10,0 | 9,4– 10,8 | eisernes Untergestell; eisernes Kastengerippe; 2 Eisbehälter; Bremserplattform | | |
| 1885/ 1886                    |                               | 1                             | Erste Bamberger                 | 22 478                  | 80 385                  | 600 376 | | | 8.749 | 3.417 | 2 | | 4.000 | Pl | 7.000 | 2.335 | 13,9 | 24,0 | 10,0 | 9,4– 10,8 | eisernes Untergestell; eisernes Kastengerippe; 2 Eisbehälter; Bremserplattform | | |
| 1885/ 1886                    |                               | 1                             | Hürner Bräu, Ansbach            | 22 480                  | 80 387                  | 600 377 | | | 8.749 | 3.417 | 2 | | 4.000 | Pl | 7.000 | 2.335 | 13,9 | 24,0 | 10,0 | 9,4– 10,8 | eisernes Untergestell; eisernes Kastengerippe; 2 Eisbehälter; Bremserplattform | | |
| 1885/ 1886                    |                               | 2                             | Hackerbräu, München             | 22 485–22 486           | 80 392–80 393           | 600 382–600 383 | | | 8.749 | 3.417 | 2 | | 4.000 | Pl | 7.000 | 2.335 | 13,9 | 24,0 | 10,0 | 9,4– 10,8 | eisernes Untergestell; eisernes Kastengerippe; 2 Eisbehälter; Bremserplattform | | |
| 1885/ 1886                    |                               | 4                             | Löwenbräu, München              | 22 491–22 494           | 80 398–80 401           | 600 388–600 391 | | | 8.749 | 3.417 | 2 | | 4.000 | Pl | 7.000 | 2.335 | 13,9 | 24,0 | 10,0 | 9,4– 10,8 | eisernes Untergestell; eisernes Kastengerippe; 2 Eisbehälter; Bremserplattform | | |
| 1885/ 1886                    |                               | 1                             | J.W. Reichel, Kulmbach          | 22 496                  | 80 403                  | 600 393 | | | 8.749 | 3.417 | 2 | | 4.000 | Pl | 7.000 | 2.335 | 13,9 | 24,0 | 10,0 | 9,4– 10,8 | eisernes Untergestell; eisernes Kastengerippe; 2 Eisbehälter; Bremserplattform | | |
| 1885/ 1886                    |                               | 1                             | Sct. Anna Brauerei              | 22 497                  | 80 404                  | 600 394 | | | 8.749 | 3.417 | 2 | | 4.000 | Pl | 7.000 | 2.335 | 13,9 | 24,0 | 10,0 | 9,4– 10,8 | eisernes Untergestell; eisernes Kastengerippe; 2 Eisbehälter; Bremserplattform | | |
| 1885/ 1886                    |                               | 1                             | Augustiner Brauerei             |                         | 80 405                  | 600 395 | | | 8.749 | 3.417 | 2 | | 4.000 | Pl | 7.000 | 2.335 | 13,9 | 24,0 | 10,0 | 9,4– 10,8 | eisernes Untergestell; eisernes Kastengerippe; 2 Eisbehälter; Bremserplattform | | |
| 1885/ 1886                    |                               | 1                             | Löwenbräu, München              |                         | 80 406                  | 600 396 | | | 8.749 | 3.417 | 2 | | 4.000 | Pl | 7.000 | 2.335 | 13,9 | 24,0 | 10,0 | 9,4– 10,8 | eisernes Untergestell; eisernes Kastengerippe; 2 Eisbehälter; Bremserplattform | | |
| 1885/ 1886                    |                               | 3                             | Löwenbräu, München              | 22 794–22 796           | 80 420–80 422           | 600 410–600 412 | | | 8.749 | 3.417 | 2 | | 4.000 | Pl | 7.000 | 2.335 | 13,9 | 24,0 | 10,0 | 9,4– 10,8 | eisernes Untergestell; eisernes Kastengerippe; 2 Eisbehälter; Bremserplattform | | |
| 1885/ 1886                    |                               | 1                             | Erste Bamberger                 | 22 797                  | 80 423                  | 600 413 | | | 8.749 | 3.417 | 2 | | 4.000 | Pl | 7.000 | 2.335 | 13,9 | 24,0 | 10,0 | 9,4– 10,8 | eisernes Untergestell; eisernes Kastengerippe; 2 Eisbehälter; Bremserplattform | | |
| 1885/ 1886                    |                               | 1                             | Bürgerliches Brauhaus           | 22 798                  | 80 424                  | | | | 8.749 | 3.417 | 2 | | 4.000 | Pl | 7.000 | 2.335 | 13,9 | 24,0 | 10,0 | 9,4– 10,8 | eisernes Untergestell; eisernes Kastengerippe; 2 Eisbehälter; Bremserplattform | | |
| 1885/ 1886                    |                               | 1                             | G. Pschorr Brauerei             |                         | 80 425                  | 600 415 | | | 8.749 | 3.417 | 2 | | 4.000 | Pl | 7.000 | 2.335 | 13,9 | 24,0 | 10,0 | 9,4– 10,8 | eisernes Untergestell; eisernes Kastengerippe; 2 Eisbehälter; Bremserplattform | | |
| 1885/ 1886                    |                               | 3                             | Augustiner Brauerei             | 22 800–22 802           | 80 426–80 428           | 600 416–600 418 | | | 8.749 | 3.417 | 2 | | 4.000 | Pl | 7.000 | 2.335 | 13,9 | 24,0 | 10,0 | 9,4– 10,8 | eisernes Untergestell; eisernes Kastengerippe; 2 Eisbehälter; Bremserplattform | | |
| 1885/ 1886                    |                               | 1                             | Henninger, Erlangen             | 22 803                  | 80 429                  | 600 419 | | | 8.749 | 3.417 | 2 | | 4.000 | Pl | 7.000 | 2.335 | 13,9 | 24,0 | 10,0 | 9,4– 10,8 | eisernes Untergestell; eisernes Kastengerippe; 2 Eisbehälter; Bremserplattform | | |
| Legende Bremsen               | Legende Bremsen               | Legende Bremsen               | Legende Bremsen                 | Handbremstypen          | Handbremstypen          | BrH = Bremserhaus; Pl = Handbremse auf Plattform; Fsbr = Freisitzbremse | BrH = Bremserhaus; Pl = Handbremse auf Plattform; Fsbr = Freisitzbremse | BrH = Bremserhaus; Pl = Handbremse auf Plattform; Fsbr = Freisitzbremse | BrH = Bremserhaus; Pl = Handbremse auf Plattform; Fsbr = Freisitzbremse | BrH = Bremserhaus; Pl = Handbremse auf Plattform; Fsbr = Freisitzbremse | BrH = Bremserhaus; Pl = Handbremse auf Plattform; Fsbr = Freisitzbremse | BrH = Bremserhaus; Pl = Handbremse auf Plattform; Fsbr = Freisitzbremse | BrH = Bremserhaus; Pl = Handbremse auf Plattform; Fsbr = Freisitzbremse | BrH = Bremserhaus; Pl = Handbremse auf Plattform; Fsbr = Freisitzbremse | BrH = Bremserhaus; Pl = Handbremse auf Plattform; Fsbr = Freisitzbremse | BrH = Bremserhaus; Pl = Handbremse auf Plattform; Fsbr = Freisitzbremse | BrH = Bremserhaus; Pl = Handbremse auf Plattform; Fsbr = Freisitzbremse | BrH = Bremserhaus; Pl = Handbremse auf Plattform; Fsbr = Freisitzbremse | BrH = Bremserhaus; Pl = Handbremse auf Plattform; Fsbr = Freisitzbremse | BrH = Bremserhaus; Pl = Handbremse auf Plattform; Fsbr = Freisitzbremse | BrH = Bremserhaus; Pl = Handbremse auf Plattform; Fsbr = Freisitzbremse | BrH = Bremserhaus; Pl = Handbremse auf Plattform; Fsbr = Freisitzbremse | BrH = Bremserhaus; Pl = Handbremse auf Plattform; Fsbr = Freisitzbremse |
|                               |                               |                               |                                 | Druckluftbremsen        | Druckluftbremsen        | Hnbr = Henri-Bremse; Hsbr = Henri-Schnellbremse; Kp. = Knorr-Bremse; Sbr. = Schleifer-Bremse; Ssbr = Schleifer-Schnellbremse; Wbr = Westinghouse-Bremse; Wsbr = Westinghouse-Schnellbremse; | Hnbr = Henri-Bremse; Hsbr = Henri-Schnellbremse; Kp. = Knorr-Bremse; Sbr. = Schleifer-Bremse; Ssbr = Schleifer-Schnellbremse; Wbr = Westinghouse-Bremse; Wsbr = Westinghouse-Schnellbremse; | Hnbr = Henri-Bremse; Hsbr = Henri-Schnellbremse; Kp. = Knorr-Bremse; Sbr. = Schleifer-Bremse; Ssbr = Schleifer-Schnellbremse; Wbr = Westinghouse-Bremse; Wsbr = Westinghouse-Schnellbremse; | Hnbr = Henri-Bremse; Hsbr = Henri-Schnellbremse; Kp. = Knorr-Bremse; Sbr. = Schleifer-Bremse; Ssbr = Schleifer-Schnellbremse; Wbr = Westinghouse-Bremse; Wsbr = Westinghouse-Schnellbremse; | Hnbr = Henri-Bremse; Hsbr = Henri-Schnellbremse; Kp. = Knorr-Bremse; Sbr. = Schleifer-Bremse; Ssbr = Schleifer-Schnellbremse; Wbr = Westinghouse-Bremse; Wsbr = Westinghouse-Schnellbremse; | Hnbr = Henri-Bremse; Hsbr = Henri-Schnellbremse; Kp. = Knorr-Bremse; Sbr. = Schleifer-Bremse; Ssbr = Schleifer-Schnellbremse; Wbr = Westinghouse-Bremse; Wsbr = Westinghouse-Schnellbremse; | Hnbr = Henri-Bremse; Hsbr = Henri-Schnellbremse; Kp. = Knorr-Bremse; Sbr. = Schleifer-Bremse; Ssbr = Schleifer-Schnellbremse; Wbr = Westinghouse-Bremse; Wsbr = Westinghouse-Schnellbremse; | Hnbr = Henri-Bremse; Hsbr = Henri-Schnellbremse; Kp. = Knorr-Bremse; Sbr. = Schleifer-Bremse; Ssbr = Schleifer-Schnellbremse; Wbr = Westinghouse-Bremse; Wsbr = Westinghouse-Schnellbremse; | Hnbr = Henri-Bremse; Hsbr = Henri-Schnellbremse; Kp. = Knorr-Bremse; Sbr. = Schleifer-Bremse; Ssbr = Schleifer-Schnellbremse; Wbr = Westinghouse-Bremse; Wsbr = Westinghouse-Schnellbremse; | Hnbr = Henri-Bremse; Hsbr = Henri-Schnellbremse; Kp. = Knorr-Bremse; Sbr. = Schleifer-Bremse; Ssbr = Schleifer-Schnellbremse; Wbr = Westinghouse-Bremse; Wsbr = Westinghouse-Schnellbremse; | Hnbr = Henri-Bremse; Hsbr = Henri-Schnellbremse; Kp. = Knorr-Bremse; Sbr. = Schleifer-Bremse; Ssbr = Schleifer-Schnellbremse; Wbr = Westinghouse-Bremse; Wsbr = Westinghouse-Schnellbremse; | Hnbr = Henri-Bremse; Hsbr = Henri-Schnellbremse; Kp. = Knorr-Bremse; Sbr. = Schleifer-Bremse; Ssbr = Schleifer-Schnellbremse; Wbr = Westinghouse-Bremse; Wsbr = Westinghouse-Schnellbremse; | Hnbr = Henri-Bremse; Hsbr = Henri-Schnellbremse; Kp. = Knorr-Bremse; Sbr. = Schleifer-Bremse; Ssbr = Schleifer-Schnellbremse; Wbr = Westinghouse-Bremse; Wsbr = Westinghouse-Schnellbremse; | Hnbr = Henri-Bremse; Hsbr = Henri-Schnellbremse; Kp. = Knorr-Bremse; Sbr. = Schleifer-Bremse; Ssbr = Schleifer-Schnellbremse; Wbr = Westinghouse-Bremse; Wsbr = Westinghouse-Schnellbremse; | Hnbr = Henri-Bremse; Hsbr = Henri-Schnellbremse; Kp. = Knorr-Bremse; Sbr. = Schleifer-Bremse; Ssbr = Schleifer-Schnellbremse; Wbr = Westinghouse-Bremse; Wsbr = Westinghouse-Schnellbremse; | Hnbr = Henri-Bremse; Hsbr = Henri-Schnellbremse; Kp. = Knorr-Bremse; Sbr. = Schleifer-Bremse; Ssbr = Schleifer-Schnellbremse; Wbr = Westinghouse-Bremse; Wsbr = Westinghouse-Schnellbremse; | Hnbr = Henri-Bremse; Hsbr = Henri-Schnellbremse; Kp. = Knorr-Bremse; Sbr. = Schleifer-Bremse; Ssbr = Schleifer-Schnellbremse; Wbr = Westinghouse-Bremse; Wsbr = Westinghouse-Schnellbremse; | Hnbr = Henri-Bremse; Hsbr = Henri-Schnellbremse; Kp. = Knorr-Bremse; Sbr. = Schleifer-Bremse; Ssbr = Schleifer-Schnellbremse; Wbr = Westinghouse-Bremse; Wsbr = Westinghouse-Schnellbremse; |
|                               |                               |                               |                                 | Saugluftbremsen         | Saugluftbremsen         | Hbr = Hardy-Bremse; Ahbr = Autom. Hardy-Vacuumbremse | Hbr = Hardy-Bremse; Ahbr = Autom. Hardy-Vacuumbremse | Hbr = Hardy-Bremse; Ahbr = Autom. Hardy-Vacuumbremse | Hbr = Hardy-Bremse; Ahbr = Autom. Hardy-Vacuumbremse | Hbr = Hardy-Bremse; Ahbr = Autom. Hardy-Vacuumbremse | Hbr = Hardy-Bremse; Ahbr = Autom. Hardy-Vacuumbremse | Hbr = Hardy-Bremse; Ahbr = Autom. Hardy-Vacuumbremse | Hbr = Hardy-Bremse; Ahbr = Autom. Hardy-Vacuumbremse | Hbr = Hardy-Bremse; Ahbr = Autom. Hardy-Vacuumbremse | Hbr = Hardy-Bremse; Ahbr = Autom. Hardy-Vacuumbremse | Hbr = Hardy-Bremse; Ahbr = Autom. Hardy-Vacuumbremse | Hbr = Hardy-Bremse; Ahbr = Autom. Hardy-Vacuumbremse | Hbr = Hardy-Bremse; Ahbr = Autom. Hardy-Vacuumbremse | Hbr = Hardy-Bremse; Ahbr = Autom. Hardy-Vacuumbremse | Hbr = Hardy-Bremse; Ahbr = Autom. Hardy-Vacuumbremse | Hbr = Hardy-Bremse; Ahbr = Autom. Hardy-Vacuumbremse | Hbr = Hardy-Bremse; Ahbr = Autom. Hardy-Vacuumbremse | Hbr = Hardy-Bremse; Ahbr = Autom. Hardy-Vacuumbremse |
| Legende Lenkachsen            | Legende Lenkachsen            | Legende Lenkachsen            | Legende Lenkachsen              | Bauarten der Lenkachsen | Bauarten der Lenkachsen | A4 = Länderbahnversion A4; V = Vereinslenkachse (VDEV) | A4 = Länderbahnversion A4; V = Vereinslenkachse (VDEV) | A4 = Länderbahnversion A4; V = Vereinslenkachse (VDEV) | A4 = Länderbahnversion A4; V = Vereinslenkachse (VDEV) | A4 = Länderbahnversion A4; V = Vereinslenkachse (VDEV) | A4 = Länderbahnversion A4; V = Vereinslenkachse (VDEV) | A4 = Länderbahnversion A4; V = Vereinslenkachse (VDEV) | A4 = Länderbahnversion A4; V = Vereinslenkachse (VDEV) | A4 = Länderbahnversion A4; V = Vereinslenkachse (VDEV) | A4 = Länderbahnversion A4; V = Vereinslenkachse (VDEV) | A4 = Länderbahnversion A4; V = Vereinslenkachse (VDEV) | A4 = Länderbahnversion A4; V = Vereinslenkachse (VDEV) | A4 = Länderbahnversion A4; V = Vereinslenkachse (VDEV) | A4 = Länderbahnversion A4; V = Vereinslenkachse (VDEV) | A4 = Länderbahnversion A4; V = Vereinslenkachse (VDEV) | A4 = Länderbahnversion A4; V = Vereinslenkachse (VDEV) | A4 = Länderbahnversion A4; V = Vereinslenkachse (VDEV) | A4 = Länderbahnversion A4; V = Vereinslenkachse (VDEV) |

### Privatwagen
Diese Wagen wurden im Namen und im Auftrag der angegebenen Brauereien betrieben und waren nur bei der Staatsbahn eingestellt. Die technische Ausstattung wurde auch von dieser vorgeschrieben und im Rahmen einer Abnahme überprüft.
| 1882                          |                               | 1                               | G. Pschorr Brauerei       | 20 810                  | 85 080                  | 601 094 | | | 8.749 | 3.417 | 2 | | 3.650 | Pl | 7.000 | 2.335 | 15,4 | 27,6 | 10,0 | 10,3 | | | |
| 1887/91                       |                               | 2                               | Löwenbräu, München        | 22 740–22 741           | 85 418–85 419           | | | | 8.749 | 3.417 | 2 | | 3.650 | Pl Wbr | 7.000 | 2.335 | 14,5 | 25,2 | 10,0 | 9,5– 12,2 | Laufbretter und Anhaltestangen | | |
| 1887/91                       |                               | 2                               | Löwenbräu, München        | 22 878, 22 879          | 85 465, 85 466          | | | | 8.749 | 3.417 | 2 | | 3.650 | Pl Wbr | 7.000 | 2.335 | 14,5 | 25,2 | 10,0 | 9,5– 12,2 | Laufbretter und Anhaltestangen | | |
| 1887/91                       |                               | 2                               | Bürgerliches Brauhaus     | 22 901, 22 902          | 85 485, 85 486          | | | | 8.749 | 3.417 | 2 | | 3.650 | Pl Wbr | 7.000 | 2.335 | 14,5 | 25,2 | 10,0 | 9,5– 12,2 | Laufbretter und Anhaltestangen | | |
| 1887/91                       |                               | 2                               | Bürgerliches Brauhaus     | 23 885, 23 886          | 85 548, 85 549          | | | | 8.749 | 3.417 | 2 | | 3.650 | Pl Wbr | 7.000 | 2.335 | 14,5 | 25,2 | 10,0 | 9,5– 12,2 | Laufbretter und Anhaltestangen | | |
| 1887/91                       |                               | 2                               | Hackerbräu München        | 23 899, 23 900          | 85 561, 85 562          | | | | 8.749 | 3.417 | 2 | | 3.650 | Pl Wbr | 7.000 | 2.335 | 14,5 | 25,2 | 10,0 | 9,5– 12,2 | Laufbretter und Anhaltestangen | | |
| 1887/91                       |                               | 1                               | Löwenbräu, München        | 25 137                  | 85 596                  | | | | 8.749 | 3.417 | 2 | | 3.650 | Pl Wbr | 7.000 | 2.335 | 14,5 | 25,2 | 10,0 | 9,5– 12,2 | Laufbretter und Anhaltestangen | | |
| 1885                          |                               | 1                               | Gebr. Schmederer, München | 22 357                  | 85 256                  | 601 507 | | | 8.749 | 3.417 | 2 | | 3.650 | Pl | 7.000 | 2.335 | 14,4 | 25,2 | 15,0 | 10,3 | | | |
| Blatt-Nr. 417II (ehemals 253) | Blatt-Nr. 417II (ehemals 253) | Blatt-Nr. 417II (ehemals 253)   |                           | G.                      | [P]                     | [P] | [P] | | | | | (siehe Legende) | | (siehe Legende) | | | | | | | | | |
| 1885/ 1891                    |                               | 1                               | Münchner Kindl Bräu       | 22 241                  | 85 172                  | | | | 8.749 | 3.417 | 2 | | 4.000 | Pl | 7.000 | 2.335 | 15,4 | 27,6 | 10,0 | 9,5– 10,3 | eisernes Untergestell; eisernes Kastengerippe; 2 Eisbehälter; | | |
| 1885/ 1891                    | 1                             | Mailänder, Fürth                | 22 256                    | 85 187                  |                         | | | | 8.749 | 3.417 | 2 | | 4.000 | Pl | 7.000 | 2.335 | 15,4 | 27,6 | 10,0 | 9,5– 10,3 | eisernes Untergestell; eisernes Kastengerippe; 2 Eisbehälter; | | |
| 1885/ 1891                    | 2                             | Augustinerbräu München          | 22 257–22 258             | 85 188–85 189           |                         | | | | 8.749 | 3.417 | 2 | | 4.000 | Pl | 7.000 | 2.335 | 15,4 | 27,6 | 10,0 | 9,5– 10,3 | eisernes Untergestell; eisernes Kastengerippe; 2 Eisbehälter; | | |
| 1885/ 1891                    | 1                             | Gebrüder Grüner, Fürth          | 22 261                    | 85 192                  |                         | | | | 8.749 | 3.417 | 2 | | 4.000 | Pl | 7.000 | 2.335 | 15,4 | 27,6 | 10,0 | 9,5– 10,3 | eisernes Untergestell; eisernes Kastengerippe; 2 Eisbehälter; | | |
| 1885/ 1891                    | 1                             | Bürgerliches Brauhaus           | 22 269                    | 85 200                  |                         | | | | 8.749 | 3.417 | 2 | | 4.000 | Pl | 7.000 | 2.335 | 15,4 | 27,6 | 10,0 | 9,5– 10,3 | eisernes Untergestell; eisernes Kastengerippe; 2 Eisbehälter; | | |
| 1885/ 1891                    | 2                             | Augustinerbräu München          | 22 328–22 329             | 85 233–85 234           |                         | | | | 8.749 | 3.417 | 2 | | 4.000 | Pl | 7.000 | 2.335 | 15,4 | 27,6 | 10,0 | 9,5– 10,3 | eisernes Untergestell; eisernes Kastengerippe; 2 Eisbehälter; | | |
| 1885/ 1891                    | 1                             | Gebr. Lederer, Nürnberg         | 22 355                    | 85 254                  |                         | | | | 8.749 | 3.417 | 2 | | 4.000 | Pl | 7.000 | 2.335 | 15,4 | 27,6 | 10,0 | 9,5– 10,3 | eisernes Untergestell; eisernes Kastengerippe; 2 Eisbehälter; | | |
| 1885/ 1891                    | 4                             | Augustinerbräu München          | 22 372–22 375             | 85 267–85 270           |                         | | | | 8.749 | 3.417 | 2 | | 4.000 | Pl | 7.000 | 2.335 | 15,4 | 27,6 | 10,0 | 9,5– 10,3 | eisernes Untergestell; eisernes Kastengerippe; 2 Eisbehälter; | | |
| 1885/ 1891                    | 1                             | Spatenbräu München              | 22 386                    | 85 281                  |                         | | | | 8.749 | 3.417 | 2 | | 4.000 | Pl | 7.000 | 2.335 | 15,4 | 27,6 | 10,0 | 9,5– 10,3 | eisernes Untergestell; eisernes Kastengerippe; 2 Eisbehälter; | | |
| 1885/ 1891                    | 1                             | Münchner Kindl Bräu             | 22 400                    | 85 294                  |                         | | | | 8.749 | 3.417 | 2 | | 4.000 | Pl | 7.000 | 2.335 | 15,4 | 27,6 | 10,0 | 9,5– 10,3 | eisernes Untergestell; eisernes Kastengerippe; 2 Eisbehälter; | | |
| 1885/ 1891                    | 1                             | Frankenbräu Bamberg             | 22 401                    | 85 295                  |                         | | | | 8.749 | 3.417 | 2 | | 4.000 | Pl | 7.000 | 2.335 | 15,4 | 27,6 | 10,0 | 9,5– 10,3 | eisernes Untergestell; eisernes Kastengerippe; 2 Eisbehälter; | | |
| 1885/ 1891                    | 2                             | Augustinerbräu München          | 22 461–22 462             | 85 310–85 311           |                         | | | | 8.749 | 3.417 | 2 | | 4.000 | Pl | 7.000 | 2.335 | 15,4 | 27,6 | 10,0 | 9,5– 10,3 | eisernes Untergestell; eisernes Kastengerippe; 2 Eisbehälter; | | |
| 1885/ 1891                    | 1                             | Kochlbräu München               | 22 466                    | 85 315                  |                         | | | | 8.749 | 3.417 | 2 | | 4.000 | Pl | 7.000 | 2.335 | 15,4 | 27,6 | 10,0 | 9,5– 10,3 | eisernes Untergestell; eisernes Kastengerippe; 2 Eisbehälter; | | |
| 1885/ 1891                    | 1                             | Erste Kulmbacher Brauerei (EKU) | 22 574                    | 85 335                  |                         | | | | 8.749 | 3.417 | 2 | | 4.000 | Pl | 7.000 | 2.335 | 15,4 | 27,6 | 10,0 | 9,5– 10,3 | eisernes Untergestell; eisernes Kastengerippe; 2 Eisbehälter; | | |
| 1885/ 1891                    | 1                             | Jesuitenbräu Regensburg         | 22 597                    | 85 343                  |                         | | | | 8.749 | 3.417 | 2 | | 4.000 | Pl | 7.000 | 2.335 | 15,4 | 27,6 | 10,0 | 9,5– 10,3 | eisernes Untergestell; eisernes Kastengerippe; 2 Eisbehälter; | | |
| 1885/ 1891                    | 1                             | Bürgerliches Brauhaus           | 22 680                    | 85 367                  |                         | | | | 8.749 | 3.417 | 2 | | 4.000 | Pl | 7.000 | 2.335 | 15,4 | 27,6 | 10,0 | 9,5– 10,3 | eisernes Untergestell; eisernes Kastengerippe; 2 Eisbehälter; | | |
| 1885/ 1891                    | 2                             | Erste Kulmbacher Brauerei (EKU) | 22 691–22 692             | 85 378–85 379           |                         | | | | 8.749 | 3.417 | 2 | | 4.000 | Pl | 7.000 | 2.335 | 15,4 | 27,6 | 10,0 | 9,5– 10,3 | eisernes Untergestell; eisernes Kastengerippe; 2 Eisbehälter; | | |
| 1885/ 1891                    | 1                             | Bürgerliches Brauhaus           | 22 695                    | 85 382                  |                         | | | | 8.749 | 3.417 | 2 | | 4.000 | Pl | 7.000 | 2.335 | 15,4 | 27,6 | 10,0 | 9,5– 10,3 | eisernes Untergestell; eisernes Kastengerippe; 2 Eisbehälter; | | |
| 1885/ 1891                    | 1                             | Tuchersche Brauerei             | 22 719                    | 85 400                  |                         | | | | 8.749 | 3.417 | 2 | | 4.000 | Pl | 7.000 | 2.335 | 15,4 | 27,6 | 10,0 | 9,5– 10,3 | eisernes Untergestell; eisernes Kastengerippe; 2 Eisbehälter; | | |
| 1885/ 1891                    | 1                             | S. Lehbrecht, Ansbach           | 22 724                    | 85 403                  |                         | | | | 8.749 | 3.417 | 2 | | 4.000 | Pl | 7.000 | 2.335 | 15,4 | 27,6 | 10,0 | 9,5– 10,3 | eisernes Untergestell; eisernes Kastengerippe; 2 Eisbehälter; | | |
| 1885/ 1891                    | 2                             | Bürgerliches Brauhaus           | 22 734–22 735             | 85 411–85 412           |                         | | | | 8.749 | 3.417 | 2 | | 4.000 | Pl | 7.000 | 2.335 | 15,4 | 27,6 | 10,0 | 9,5– 10,3 | eisernes Untergestell; eisernes Kastengerippe; 2 Eisbehälter; | | |
| 1885/ 1891                    | 1                             | Bürgerliches Brauhaus           | 22 750                    | 85 427                  |                         | | | | 8.749 | 3.417 | 2 | | 4.000 | Pl | 7.000 | 2.335 | 15,4 | 27,6 | 10,0 | 9,5– 10,3 | eisernes Untergestell; eisernes Kastengerippe; 2 Eisbehälter; | | |
| 1885/ 1891                    | 1                             | Tuchersche Brauerei             | 22 780                    | 85 443                  |                         | | | | 8.749 | 3.417 | 2 | | 4.000 | Pl | 7.000 | 2.335 | 15,4 | 27,6 | 10,0 | 9,5– 10,3 | eisernes Untergestell; eisernes Kastengerippe; 2 Eisbehälter; | | |
| 1885/ 1891                    | 1                             | Löwenbräu München               | 22 880                    | 85 467                  |                         | | | | 8.749 | 3.417 | 2 | | 4.000 | Pl | 7.000 | 2.335 | 15,4 | 27,6 | 10,0 | 9,5– 10,3 | eisernes Untergestell; eisernes Kastengerippe; 2 Eisbehälter; | | |
| 1885/ 1891                    | 1                             | G. Sandler, Kulmbach            | 22 889                    | 85 476                  |                         | | | | 8.749 | 3.417 | 2 | | 4.000 | Pl | 7.000 | 2.335 | 15,4 | 27,6 | 10,0 | 9,5– 10,3 | eisernes Untergestell; eisernes Kastengerippe; 2 Eisbehälter; | | |
| 1885/ 1891                    | 1                             | Gebr. Schmederer München        | 23 090                    | 85 494                  |                         | | | | 8.749 | 3.417 | 2 | | 4.000 | Pl | 7.000 | 2.335 | 15,4 | 27,6 | 10,0 | 9,5– 10,3 | eisernes Untergestell; eisernes Kastengerippe; 2 Eisbehälter; | | |
| 1885/ 1891                    | 1                             | Gebr. Reif, Erlangen            | 23 324                    | 85 516                  |                         | | | | 8.749 | 3.417 | 2 | | 4.000 | Pl | 7.000 | 2.335 | 15,4 | 27,6 | 10,0 | 9,5– 10,3 | eisernes Untergestell; eisernes Kastengerippe; 2 Eisbehälter; | | |
| 1885/ 1891                    | 1                             | Tuchersche Brauerei             | 23 328                    | 85 520                  |                         | | | | 8.749 | 3.417 | 2 | | 4.000 | Pl | 7.000 | 2.335 | 15,4 | 27,6 | 10,0 | 9,5– 10,3 | eisernes Untergestell; eisernes Kastengerippe; 2 Eisbehälter; | | |
| 1885/ 1891                    | 1                             | Erste Kulmbacher Brauerei (EKU) | 23 852                    | 85 524                  |                         | | | | 8.749 | 3.417 | 2 | | 4.000 | Pl | 7.000 | 2.335 | 15,4 | 27,6 | 10,0 | 9,5– 10,3 | eisernes Untergestell; eisernes Kastengerippe; 2 Eisbehälter; | | |
| 1885/ 1891                    | 1                             | Bürgerl. Brauhaus Zell          | 23 869                    | 85 535                  |                         | | | | 8.749 | 3.417 | 2 | | 4.000 | Pl | 7.000 | 2.335 | 15,4 | 27,6 | 10,0 | 9,5– 10,3 | eisernes Untergestell; eisernes Kastengerippe; 2 Eisbehälter; | | |
| 1885/ 1891                    | 1                             | Münchner Kindl Bräu             | 23 888                    | 85 551                  |                         | | | | 8.749 | 3.417 | 2 | | 4.000 | Pl | 7.000 | 2.335 | 15,4 | 27,6 | 10,0 | 9,5– 10,3 | eisernes Untergestell; eisernes Kastengerippe; 2 Eisbehälter; | | |
| 1885/ 1891                    | 1                             | Kulmbacher Aktienbr. Rizzi      | 23 901                    | 85 563                  |                         | | | | 8.749 | 3.417 | 2 | | 4.000 | Pl | 7.000 | 2.335 | 15,4 | 27,6 | 10,0 | 9,5– 10,3 | eisernes Untergestell; eisernes Kastengerippe; 2 Eisbehälter; | | |
| 1885/ 1891                    | 1                             | Aktienbrauerei Augsburg         | 23 914                    | 85 570                  |                         | | | | 8.749 | 3.417 | 2 | | 4.000 | Pl | 7.000 | 2.335 | 15,4 | 27,6 | 10,0 | 9,5– 10,3 | eisernes Untergestell; eisernes Kastengerippe; 2 Eisbehälter; | | |
| 1885/ 1891                    | 2                             | Münchner Kindl Bräu             | 23 978–23 979             | 85 583–85 584           |                         | | | | 8.749 | 3.417 | 2 | | 4.000 | Pl | 7.000 | 2.335 | 15,4 | 27,6 | 10,0 | 9,5– 10,3 | eisernes Untergestell; eisernes Kastengerippe; 2 Eisbehälter; | | |
| 1885/ 1891                    | 1                             | Kulmbacher Aktienbr. Rizzi      | 25 074                    | 85 591                  |                         | | | | 8.749 | 3.417 | 2 | | 4.000 | Pl | 7.000 | 2.335 | 15,4 | 27,6 | 10,0 | 9,5– 10,3 | eisernes Untergestell; eisernes Kastengerippe; 2 Eisbehälter; | | |
| 1885/ 1891                    | 1                             | Eberl-Faber Bräu                | 25 049                    | 85 593                  |                         | | | | 8.749 | 3.417 | 2 | | 4.000 | Pl | 7.000 | 2.335 | 15,4 | 27,6 | 10,0 | 9,5– 10,3 | eisernes Untergestell; eisernes Kastengerippe; 2 Eisbehälter; | | |
| 1885/ 1891                    | 1                             | A. Christenn, Kulmbach          | 25 277                    | 85 602                  |                         | | | | 8.749 | 3.417 | 2 | | 4.000 | Pl | 7.000 | 2.335 | 15,4 | 27,6 | 10,0 | 9,5– 10,3 | eisernes Untergestell; eisernes Kastengerippe; 2 Eisbehälter; | | |
| Legende Bremsen               | Legende Bremsen               | Legende Bremsen                 | Legende Bremsen           | Handbremstypen          | Handbremstypen          | BrH = Bremserhaus; Pl = Handbremse auf Plattform; Fsbr = Freisitzbremse | BrH = Bremserhaus; Pl = Handbremse auf Plattform; Fsbr = Freisitzbremse | BrH = Bremserhaus; Pl = Handbremse auf Plattform; Fsbr = Freisitzbremse | BrH = Bremserhaus; Pl = Handbremse auf Plattform; Fsbr = Freisitzbremse | BrH = Bremserhaus; Pl = Handbremse auf Plattform; Fsbr = Freisitzbremse | BrH = Bremserhaus; Pl = Handbremse auf Plattform; Fsbr = Freisitzbremse | BrH = Bremserhaus; Pl = Handbremse auf Plattform; Fsbr = Freisitzbremse | BrH = Bremserhaus; Pl = Handbremse auf Plattform; Fsbr = Freisitzbremse | BrH = Bremserhaus; Pl = Handbremse auf Plattform; Fsbr = Freisitzbremse | BrH = Bremserhaus; Pl = Handbremse auf Plattform; Fsbr = Freisitzbremse | BrH = Bremserhaus; Pl = Handbremse auf Plattform; Fsbr = Freisitzbremse | BrH = Bremserhaus; Pl = Handbremse auf Plattform; Fsbr = Freisitzbremse | BrH = Bremserhaus; Pl = Handbremse auf Plattform; Fsbr = Freisitzbremse | BrH = Bremserhaus; Pl = Handbremse auf Plattform; Fsbr = Freisitzbremse | BrH = Bremserhaus; Pl = Handbremse auf Plattform; Fsbr = Freisitzbremse | BrH = Bremserhaus; Pl = Handbremse auf Plattform; Fsbr = Freisitzbremse | BrH = Bremserhaus; Pl = Handbremse auf Plattform; Fsbr = Freisitzbremse | BrH = Bremserhaus; Pl = Handbremse auf Plattform; Fsbr = Freisitzbremse |
|                               |                               |                                 |                           | Druckluftbremsen        | Druckluftbremsen        | Hnbr = Henri-Bremse; Hsbr = Henri Schnellbremse; Kp. = Knorr Bremse; Sbr. = Schleifer Bremse; Ssbr = Schleifer Schnellbremse; Wbr = Westinghouse-Bremse; Wsbr = Westinghouse Schnellbremse; | Hnbr = Henri-Bremse; Hsbr = Henri Schnellbremse; Kp. = Knorr Bremse; Sbr. = Schleifer Bremse; Ssbr = Schleifer Schnellbremse; Wbr = Westinghouse-Bremse; Wsbr = Westinghouse Schnellbremse; | Hnbr = Henri-Bremse; Hsbr = Henri Schnellbremse; Kp. = Knorr Bremse; Sbr. = Schleifer Bremse; Ssbr = Schleifer Schnellbremse; Wbr = Westinghouse-Bremse; Wsbr = Westinghouse Schnellbremse; | Hnbr = Henri-Bremse; Hsbr = Henri Schnellbremse; Kp. = Knorr Bremse; Sbr. = Schleifer Bremse; Ssbr = Schleifer Schnellbremse; Wbr = Westinghouse-Bremse; Wsbr = Westinghouse Schnellbremse; | Hnbr = Henri-Bremse; Hsbr = Henri Schnellbremse; Kp. = Knorr Bremse; Sbr. = Schleifer Bremse; Ssbr = Schleifer Schnellbremse; Wbr = Westinghouse-Bremse; Wsbr = Westinghouse Schnellbremse; | Hnbr = Henri-Bremse; Hsbr = Henri Schnellbremse; Kp. = Knorr Bremse; Sbr. = Schleifer Bremse; Ssbr = Schleifer Schnellbremse; Wbr = Westinghouse-Bremse; Wsbr = Westinghouse Schnellbremse; | Hnbr = Henri-Bremse; Hsbr = Henri Schnellbremse; Kp. = Knorr Bremse; Sbr. = Schleifer Bremse; Ssbr = Schleifer Schnellbremse; Wbr = Westinghouse-Bremse; Wsbr = Westinghouse Schnellbremse; | Hnbr = Henri-Bremse; Hsbr = Henri Schnellbremse; Kp. = Knorr Bremse; Sbr. = Schleifer Bremse; Ssbr = Schleifer Schnellbremse; Wbr = Westinghouse-Bremse; Wsbr = Westinghouse Schnellbremse; | Hnbr = Henri-Bremse; Hsbr = Henri Schnellbremse; Kp. = Knorr Bremse; Sbr. = Schleifer Bremse; Ssbr = Schleifer Schnellbremse; Wbr = Westinghouse-Bremse; Wsbr = Westinghouse Schnellbremse; | Hnbr = Henri-Bremse; Hsbr = Henri Schnellbremse; Kp. = Knorr Bremse; Sbr. = Schleifer Bremse; Ssbr = Schleifer Schnellbremse; Wbr = Westinghouse-Bremse; Wsbr = Westinghouse Schnellbremse; | Hnbr = Henri-Bremse; Hsbr = Henri Schnellbremse; Kp. = Knorr Bremse; Sbr. = Schleifer Bremse; Ssbr = Schleifer Schnellbremse; Wbr = Westinghouse-Bremse; Wsbr = Westinghouse Schnellbremse; | Hnbr = Henri-Bremse; Hsbr = Henri Schnellbremse; Kp. = Knorr Bremse; Sbr. = Schleifer Bremse; Ssbr = Schleifer Schnellbremse; Wbr = Westinghouse-Bremse; Wsbr = Westinghouse Schnellbremse; | Hnbr = Henri-Bremse; Hsbr = Henri Schnellbremse; Kp. = Knorr Bremse; Sbr. = Schleifer Bremse; Ssbr = Schleifer Schnellbremse; Wbr = Westinghouse-Bremse; Wsbr = Westinghouse Schnellbremse; | Hnbr = Henri-Bremse; Hsbr = Henri Schnellbremse; Kp. = Knorr Bremse; Sbr. = Schleifer Bremse; Ssbr = Schleifer Schnellbremse; Wbr = Westinghouse-Bremse; Wsbr = Westinghouse Schnellbremse; | Hnbr = Henri-Bremse; Hsbr = Henri Schnellbremse; Kp. = Knorr Bremse; Sbr. = Schleifer Bremse; Ssbr = Schleifer Schnellbremse; Wbr = Westinghouse-Bremse; Wsbr = Westinghouse Schnellbremse; | Hnbr = Henri-Bremse; Hsbr = Henri Schnellbremse; Kp. = Knorr Bremse; Sbr. = Schleifer Bremse; Ssbr = Schleifer Schnellbremse; Wbr = Westinghouse-Bremse; Wsbr = Westinghouse Schnellbremse; | Hnbr = Henri-Bremse; Hsbr = Henri Schnellbremse; Kp. = Knorr Bremse; Sbr. = Schleifer Bremse; Ssbr = Schleifer Schnellbremse; Wbr = Westinghouse-Bremse; Wsbr = Westinghouse Schnellbremse; | Hnbr = Henri-Bremse; Hsbr = Henri Schnellbremse; Kp. = Knorr Bremse; Sbr. = Schleifer Bremse; Ssbr = Schleifer Schnellbremse; Wbr = Westinghouse-Bremse; Wsbr = Westinghouse Schnellbremse; |
|                               |                               |                                 |                           | Saugluftbremsen         | Saugluftbremsen         | Hbr = Hardy-Bremse; Ahbr = Autom. Hardy-Vacuumbremse | Hbr = Hardy-Bremse; Ahbr = Autom. Hardy-Vacuumbremse | Hbr = Hardy-Bremse; Ahbr = Autom. Hardy-Vacuumbremse | Hbr = Hardy-Bremse; Ahbr = Autom. Hardy-Vacuumbremse | Hbr = Hardy-Bremse; Ahbr = Autom. Hardy-Vacuumbremse | Hbr = Hardy-Bremse; Ahbr = Autom. Hardy-Vacuumbremse | Hbr = Hardy-Bremse; Ahbr = Autom. Hardy-Vacuumbremse | Hbr = Hardy-Bremse; Ahbr = Autom. Hardy-Vacuumbremse | Hbr = Hardy-Bremse; Ahbr = Autom. Hardy-Vacuumbremse | Hbr = Hardy-Bremse; Ahbr = Autom. Hardy-Vacuumbremse | Hbr = Hardy-Bremse; Ahbr = Autom. Hardy-Vacuumbremse | Hbr = Hardy-Bremse; Ahbr = Autom. Hardy-Vacuumbremse | Hbr = Hardy-Bremse; Ahbr = Autom. Hardy-Vacuumbremse | Hbr = Hardy-Bremse; Ahbr = Autom. Hardy-Vacuumbremse | Hbr = Hardy-Bremse; Ahbr = Autom. Hardy-Vacuumbremse | Hbr = Hardy-Bremse; Ahbr = Autom. Hardy-Vacuumbremse | Hbr = Hardy-Bremse; Ahbr = Autom. Hardy-Vacuumbremse | Hbr = Hardy-Bremse; Ahbr = Autom. Hardy-Vacuumbremse |
| Legende Lenkachsen            | Legende Lenkachsen            | Legende Lenkachsen              | Legende Lenkachsen        | Bauarten der Lenkachsen | Bauarten der Lenkachsen | A4 = Länderbahnversion A4; V = Vereinslenkachse (VDEV) | A4 = Länderbahnversion A4; V = Vereinslenkachse (VDEV) | A4 = Länderbahnversion A4; V = Vereinslenkachse (VDEV) | A4 = Länderbahnversion A4; V = Vereinslenkachse (VDEV) | A4 = Länderbahnversion A4; V = Vereinslenkachse (VDEV) | A4 = Länderbahnversion A4; V = Vereinslenkachse (VDEV) | A4 = Länderbahnversion A4; V = Vereinslenkachse (VDEV) | A4 = Länderbahnversion A4; V = Vereinslenkachse (VDEV) | A4 = Länderbahnversion A4; V = Vereinslenkachse (VDEV) | A4 = Länderbahnversion A4; V = Vereinslenkachse (VDEV) | A4 = Länderbahnversion A4; V = Vereinslenkachse (VDEV) | A4 = Länderbahnversion A4; V = Vereinslenkachse (VDEV) | A4 = Länderbahnversion A4; V = Vereinslenkachse (VDEV) | A4 = Länderbahnversion A4; V = Vereinslenkachse (VDEV) | A4 = Länderbahnversion A4; V = Vereinslenkachse (VDEV) | A4 = Länderbahnversion A4; V = Vereinslenkachse (VDEV) | A4 = Länderbahnversion A4; V = Vereinslenkachse (VDEV) | A4 = Länderbahnversion A4; V = Vereinslenkachse (VDEV) |